# 광주상무초등학교
광주상무초등학교(光州尙武初等學校)는 대한민국 광주광역시 서구에 있는 초등학교다.

## 학교 연혁
- 1962.08.31 광주송학초등학교 상무분교장 설립인가
- 1962.12.01 광주송학초등학교 상무분교장으로 개교
- 1964.01.01 광주상무초등학교로 승격
- 2004.10.06 시교육청지정 도서관활용 연구학교 운영보고회(2/2)
- 2008.11.16 교육부지정 개정교과서 실험연구학교 운영보고회(1/1)
- 2012.10.31 광주광역시교육청지정 진로교육 연구학교 운영보고회(1/1)
- 2014.02.14 제49회 졸업(졸업생 103명 총 16,485명)
- 2014.03.03 23학급 편성(특수 2학급)
- 2014.09.01 제21대 이종식 교장선생님 부임
- 2015.02.17 제50회 졸업(졸업생 73명 총 16,558명)
- 2015.03.02 25학급 편성(특수 2학급)

## 참고 자료
- 광주상무초등학교 - 한국교육학술정보원 학교알리미